# Pod Dziwiem
Pod Dziwiem – kolonia w Polsce położona w województwie wielkopolskim, w powiecie kolskim, w gminie Przedecz.
W latach 1975–1998 miejscowość administracyjnie należała do województwa konińskiego.